# Orthobelus poeyi
Orthobelus poeyi är en insektsart som beskrevs av Leon Fairmaire. Orthobelus poeyi ingår i släktet Orthobelus och familjen hornstritar. Inga underarter finns listade i Catalogue of Life.